# Gornji Božinci
Gornji Božinci su naselje u sastavu Grada Dervente, Republika Srpska, BiH. 

## Stanovništvo
Nacionalni sastav stanovništva 1991. godine, bio je sljedeći:
ukupno: 469
- Hrvati - 456
- Srbi - 12
- Jugoslaveni - 1